# Доктор Мартин
„Доктор Ма̀ртин“ (на английски: Doc Martin) е британски телевизионен сериал - ексцентрична комедия, продукция на телевизионната група Ай Ти Ви (ITV), реализиран в 5 сезона между 2004 и 2011 година. Автор и сценарист е Доминик Мингела по идея вдъхновена от поддържащия типажен герой д-р Мартин Бамфорд от комедийния филм „Спасяването на Грейс“ (2000) на режисьора Найджъл Коул. И в двата филма ролята на доктора се изпълнява от Мартин Клунс.
Действието се развива в художествено измисления крайбрежен Портуен, където главният герой д-р Мартин Елингам е назначен като общопрактикуващ доктор, след като развита фобия към кръв възпрепятства кариерата му на хирург в елитна лондонска клиника. Снимките са осъществени в живописното крайбрежно село Порт Айзък, графство Корнуол, Англия.
Сериалът се състои от 37 епизода от по 50 минути, разделени в 5 сезона. През 2006 година е заснет и излъчен специален коледен епизод с времетраене 92 минути. През 2012 година е анонсирано планирането на 6-и сезон, който ще бъде заснет през 2013 година.
„Доктор Мартин“ постига огромен успех за телевизионния канал ITV1, достигайки гледаемост от 10 милиона зрители на епизод за Великобритания. В България поредицата е излъчвана от международния канал „Холмарк“.

## Сюжет
Филмът представя историята на д-р Ма̀ртин Елингам, обещаващ лондонски съдов хирург, който развива хемофобия (страх от кръв), нещо фатално за неговата специалност. Принуден да насочи медицинските си познания в друга насока, той започва работа като общопрактикуващ селски лекар в живописното крайбрежно селище Портуен в графство Корнуол. Тук като момче, Мартин е прекарвал ваканциите при леля си Джоан, която го посреща и сега с въодушевление.
Основната идея се върти около несъвместимостта на трудния характер на Елингам, праволинеен темерут без чувство за хумор и емоционалност, държащ стриктно на дисциплината, който постоянно изпада в комични и нелепи ситуации в една напълно чужда на неговите разбирания социална среда. Въпреки всичко, Мартин започва да свиква с новото местообитание и дори в него се зараждат чувства на симпатия към чаровната учителка в локалното училище Луиза, която също не е безразлична към него. Абсолютната му недодяланост обаче, постоянно възпрепятства навлизането на връзката им в нормалните човешки разбирания за това.

## Актьорски състав
| Актьор           | Роля                                                                 | Сезони          |
| ---------------- | -------------------------------------------------------------------- | --------------- |
| Мартин Клунс     | д-р Ма̀ртин Елингам                                                   | 1-5 (2004-2011) |
| Каролин Кац      | Луиза Гласън, учителка, слабост на д-р Мартин                        | 1-5 (2004-2011) |
| Йън Макнис       | Бърт Лардж, местен пишман предприемач – водопроводчик и ресторантьор | 1-5 (2004-2011) |
| Джо Абсолм       | Ал Лардж, син на Бърт                                                | 1-5 (2004-2011) |
| Селина Кадел     | г-жа Тишъл, местната аптекарка                                       | 1-5 (2004-2011) |
| Стефани Коул     | леля Джоан, леля на д-р Мартин                                       | 1-4 (2004-2009) |
| Стюърт Райт      | полицай Марк Майлоу                                                  | 1-2 (2004-2005) |
| Джон Маркес      | полицай Джо Пинейл                                                   | 3-5 (2007-2011) |
| Луси Пънч        | Илейн Денам, първата секретарка на д-р Мартин                        | 1 (2004)        |
| Катрин Паркинсън | Паулин Ламб, втората секретарка на д-р Мартин                        | 2-4 (2005-2009) |
| Лиа Уилямс       | д-р Едит Монтгомъри, студентската любов на д-р Мартин                | 4 (2009)        |

## Епизоди

### Сезон 1 (2004)
|   | епизод                                                                             | времетраене | режисьор |
| - | ---------------------------------------------------------------------------------- | ----------- | -------- |
| 1 | („Going Bodmin“)                                                                   | 50 мин.     | Бен Болт |
| 2 | „Господата предпочитат“ („Gentlemen Prefer“)                                       | 50 мин.     | Бен Болт |
| 3 | „Случват се неприятности“ („Sh*t Happens“)                                         | 50 мин.     | Бен Болт |
| 4 | „Ефектът Портуен“ („The Portwenn Effect“)                                          | 50 мин.     | Бен Болт |
| 5 | „От всички пристанища във всички градове“ („Of All the Harbours in All the Towns“) | 50 мин.     | Бен Болт |
| 6 | „Хемофобия“ („Haemophobia“)                                                        | 50 мин.     | Бен Болт |

### Сезон 2 (2005)
|   | епизод                                    | времетраене | режисьор      |
| - | ----------------------------------------- | ----------- | ------------- |
| 1 | „Стари кучета“ („Old Dogs“)               | 50 мин.     | Бен Болт      |
| 2 | „Ин локо“ („In Loco“)                     | 50 мин.     | Бен Болт      |
| 3 | „Кръвта е по-плътна“ („Blood is Thicker“) | 50 мин.     | Бен Болт      |
| 4 | „Ароматерапия“ („Aromatherapy“)           | 50 мин.     | Бен Болт      |
| 5 | „Винаги в ума ми“ („Always on My Mind“)   | 50 мин.     | Бен Болт      |
| 6 | „Семейният път“ („The Family Way“)        | 50 мин.     | Бен Болт      |
| 7 | „Вън от опасност“ („Out of the Woods“)    | 50 мин.     | Майнке Спироу |
| 8 | „Еротомания“ („Erotomania“)               | 50 мин.     | Майнке Спироу |

### Специално Коледно издание (2006)
|   | епизод                    | времетраене | режисьор |
| - | ------------------------- | ----------- | -------- |
| 1 | „На ръба“ („On the Edge“) | 92 мин.     | Бен Болт |

### Сезон 3 (2007)
|   | епизод                                        | времетраене | режисьор |
| - | --------------------------------------------- | ----------- | -------- |
| 1 | „Ябълката не пада“ („The Apple Doesn't Fall“) | 50 мин.     | Бен Болт |
| 2 | „Раздвижване“ („Movement“)                    | 50 мин.     | Бен Болт |
| 3 | „Градски каубои“ („City Slickers“)            | 50 мин.     | Бен Болт |
| 4 | „Обожателят“ („The Admirer“)                  | 50 мин.     | Бен Болт |
| 5 | („The Holly Bears a Prickle“)                 | 50 мин.     | Бен Болт |
| 6 | „Не толкова странен“ („Nowt So Queer“)        | 50 мин.     | Бен Болт |
| 7 | „Щастливо оттогава“ („Happily Ever After“)    | 50 мин.     | Бен Болт |

### Сезон 4 (2009)
|   | епизод                                                        | времетраене | режисьор      |
| - | ------------------------------------------------------------- | ----------- | ------------- |
| 1 | „По-добре дяволът“ („Better the Devil“)                       | 50 мин.     | Бен Болт      |
| 2 | „Главата лежи нестабилно“ („Uneasy Lies the Head“)            | 50 мин.     | Бен Болт      |
| 3 | „Да загинем заедно като глупаци“ („Perish Together as Fools“) | 50 мин.     | Бен Болт      |
| 4 | „Да возиш г-н Маклин“ („Driving Mr. McLynn“)                  | 50 мин.     | Майнке Спироу |
| 5 | „Покойникът“ („The Departed“)                                 | 50 мин.     | Майнке Спироу |
| 6 | „Акушерска криза“ („Midwife Crisis“)                          | 50 мин.     | Бен Болт      |
| 7 | „Не безпокойте“ („Do Not Disturb“)                            | 50 мин.     | Бен Болт      |
| 8 | „Грешното сбогуване“ („The Wrong Goodbye“)                    | 50 мин.     | Бен Болт      |

### Сезон 5 (2011)
|   | епизод                                         | времетраене | режисьор |
| - | ---------------------------------------------- | ----------- | -------- |
| 1 | „Запази романса“ („Preserve the Romance“)      | 50 мин.     | Бен Болт |
| 2 | „Подсуши сълзите си“ („Dry Your Tears“)        | 50 мин.     | Бен Болт |
| 3 | „Роден с пушка“ („Born With a Shotgun“)        | 50 мин.     | Бен Болт |
| 4 | „Майката знае най-добре“ („Mother Knows Best“) | 50 мин.     | Бен Болт |
| 5 | „Запомни ме“ („Remember Me“)                   | 50 мин.     | Пол Сийд |
| 6 | „Не се отпускай“ („Don't Let Go“)              | 50 мин.     | Бен Болт |
| 7 | „Котки и акули“ („Cats & Sharks“)              | 50 мин.     | Пол Сийд |
| 8 | „Оттогава“ („Ever After“)                      | 50 мин.     | Бен Болт |